# Ben Moon (grimpeur)
Pour les articles homonymes, voir Ben Moon.
Ben Moon (né le 13 juin 1966) est un grimpeur anglais de haut niveau. À la fin des années 1980 et au début des années 1990, Ben Moon et son partenaire Jerry Moffatt repoussèrent les limites de difficulté de l'escalade à cette époque, que ce soit dans leur pays, l'Angleterre, mais aussi un peu partout dans le monde.
Il fut la première personne à gravir un 8c+ avec la voie Hubble à Raven Tor. À cette époque, Hubble était la voie la plus dure au monde, avec notamment un crux équivalent à un 8B bloc. Ben Moon est notamment connu pour ses ouvertures de voies courtes et nécessitant beaucoup de puissance.
Il ouvrit également les premiers 8c, en France, réussissant des voies que les grimpeurs locaux n'avaient pas réussi à résoudre. Il leur donna des noms de défaites militaires françaises, comme Maginot Line (« ligne Maginot ») et Azincourt (bataille d'Azincourt).
En 2015, à l'âge de 49 ans, Ben Moon réalise la quatrième ascension de Rainshadow (9a) à Malham Cove.

## Films
- Hard Grit (1998)
- Winter Sessions